# Spathius ceto
Spathius ceto är en stekelart som beskrevs av Nixon 1943. Spathius ceto ingår i släktet Spathius och familjen bracksteklar. Inga underarter finns listade i Catalogue of Life.